# Walton (Nouvelle-Zélande)
Walton est une petite localité de la région de Waikato dans l’Île du Nord de la Nouvelle-Zélande.

## Situation
Elle est localisée à la jonction de la route « Walton Road » et de « Morrinsville Walton Road », dans le centre de la région de Waikato.

## Activités
La zone est essentiellement consacrée à l’élevage laitier, avec quelques champs de maïs et des zones d’élevage de poulets.
Un élevage important de chevaux pur-sang est aussi basé dans la ville.
L’industrie y est limitée, consistant principalement en une industrie de service, mais il y a un important silo pour le séchage du grain situé près de la ligne de chemin de fer.

## Éducation
L’école primaire de Walton primary a fonctionné sur le site depuis plus de 100 ans et emploie encore 3 enseignants.
Elle a un taux de décile de 9, et un effectif de plus de 100 élèves.

## Loisirs
Le Club de Golf de Walton est situé à 2 kilomètres du centre du village.